# Dolní Stakory
Dolní Stakory – gmina w Czechach, w powiecie Mladá Boleslav, w kraju środkowoczeskim. Według danych z dnia 1 stycznia 2013 liczyła 256 mieszkańców.